# Jogos da Lusofonia 2017
Die vierten Jogos da Lusofonia (dt. 4. Lusophonie-Spiele) sollten 2017 in der mosambikanischen Hauptstadt Maputo stattfinden, wurden aber vom organisierenden Nationalen Olympischen Komitee Mosambiks abgesagt.
Die Multisportveranstaltung der Gemeinschaft der Portugiesischsprachigen Länder wird von der „Vereinigung der Portugiesischsprachigen Olympischen Komitees“, der ACOLOP organisiert. Auf deren Generalversammlung im Dezember 2011 in Macau bewarb sich Mosambik offiziell für die Ausrichtung, ohne Gegenkandidaten. Jedoch befand sich das ACOLOP zunehmend in der Krise und erreichte nach 2011 nahezu einen Stillstand, so dass sie weder Mosambik helfen noch die Absage bewältigen konnte, und die Spiele einfach ausfielen.

## Teilnehmer
Zur Teilnahme eingeladen waren die zwölf Mitglieder der ACOLOP:
6 Mannschaften aus Afrika
- Angola
- Guinea-Bissau
- Kap Verde
- Mosambik (Gastgeber)
- São Tomé und Príncipe
- Äquatorialguinea

4 Mannschaften aus Asien
- Indien
- Macau
- Osttimor
- Sri Lanka

1 Mannschaft aus Südamerika
- Brasilien

1 Mannschaft aus Europa
- Portugal

## Austragungsorte
Anlässlich der Vergabe der Spiele an Mosambik 2011 erklärte der damalige Präsident des Olympischen Komitees Mosambiks, Marcelino Macome, dass in Maputo alle nötigen Infrastrukturen bereits fertig seien, als Ergebnis der dort stattfindenden Panafrikanischen Spiele 2011.
Die wichtigsten Sportstätten 2017 sollten somit sein:
- Eduardo-Mondlane-Universität – Handball, Karate
- Josina-Machel-Schule – Badminton
- Nationalstadion Zimpeto – Leichtathletik, Fußball
- Pavilhão Zimpeto – Basketball

und u. a. die weiteren Sportanlagen von Zimpeto, insbesondere das olympische Schwimmbad und das Tennisstadion.